# Cyathea hooglandii
Cyathea hooglandii är en ormbunkeart som beskrevs av Holtt. Cyathea hooglandii ingår i släktet Cyathea och familjen Cyatheaceae. Inga underarter finns listade.